# Turks e Caicos
Le isole Turks e Caicos (in acronimo inglese TCI; in inglese Turks and Caicos Islands) sono territori d'oltremare britannici che comprendono le isole Caicos, di dimensioni maggiori, e le più piccole isole Turks, ovvero due gruppi di isole tropicali nell'arcipelago delle Bahama dell'Oceano Atlantico e delle Indie occidentali settentrionali. Conosciute principalmente per il turismo e come centro finanziario offshore, la popolazione residente era di 31 458 nel 2012, di cui 23 769 vivevano a Providenciales, nelle isole Caicos. Le stime di luglio 2020 indicano una popolazione pari a 55 926 abitanti. Si tratta del terzo territorio britannico d'oltremare più popoloso.
Le Turks e Caicos si trovano a sud-est di Mayaguana, nella striscia di isole delle Bahamas, a nord-est di Cuba e a nord dell'isola di Hispaniola (Haiti e Repubblica Dominicana). Cockburn Town, capitale dal 1766, si trova sull'isola di Grand Turk, circa 1042 km est-sudest di Miami, negli Stati Uniti. Le isole coprono una superficie totale di 430 km².
Abitate per secoli da popoli indigeni, il primo avvistamento europeo documentato delle isole risale al 1512. Nei secoli successivi le isole furono rivendicate da diverse potenze europee, con l'Impero britannico che alla fine ne ottenne il controllo. Per molti anni le isole furono governate indirettamente attraverso le Bermuda, le Bahamas e la Giamaica. Quando le Bahamas ottennero l'indipendenza nel 1973, le isole ebbero un loro proprio governatore e da allora sono rimaste un territorio britannico d'oltremare autonomo separato.

## Denominazione
Il nome Caico[s] deriva dal termine in lingua taíno caya hico, che significa 'striscia di isole'. Le isole Turks traggono il nome dal Melocactus intortus, un genere di cactus il cui cefalio rosso ricorda il fez indossato dal popolo turco nel tardo impero ottomano.

## Storia

### Epoca precoloniale
I primi abitanti delle isole furono i taíno di lingua arawak, che molto probabilmente giunsero in loco partendo da Hispaniola tra il 500 e l'800 d.C. Insieme ai taíno, emigrati da Cuba alle Bahamas meridionali più o meno nello stesso periodo, queste persone entrarono a contatto e si fusero etnicamente con i lucaiani. Probabilmente questi popoli dovettero convivere nei secoli successivi fino all'insediamento europeo.

### Arrivo europeo
Non si sa con precisione chi sia stato il primo europeo ad avvistare le isole. Alcune fonti affermano che Cristoforo Colombo vide le isole durante il suo viaggio verso le Americhe nel 1492. Tuttavia, altri ritengono, più verosimilmente, che il conquistador spagnolo Juan Ponce de León fu il primo europeo a scorgere le Turks e Caicos nel 1512. Comunque sia, dopo il 1512 gli spagnoli iniziarono a fare prigionieri i taíno e i lucaiani come lavoratori nel sistema delle encomienda. Ciò consentì di rimpiazzare la popolazione indigena in gran parte impoverita di Hispaniola. In conseguenza a tale evento, a cui si aggiunse il contagio causato dagli europei di malattie dalle quali i nativi non erano immuni, le Bahamas meridionali e le Turks e Caicos si spopolarono del tutto intorno al 1513, preservando tale condizione fino al XVII secolo.

### Insediamento europeo
Dalla metà del 1600, i raccoglitori di sale delle Bermuda iniziarono a visitare le isole stagionalmente, stabilendosi in seguito in modo più permanente con i loro schiavi africani. Per diversi decenni verso la fine del XVIII secolo, le isole divennero popolari nascondigli per diverse bande di pirati. Nel corso della guerra anglo-francese (1778-1783), i francesi conquistarono l'arcipelago nella battaglia di Grand Turk del 1783, perdendolo tuttavia in favore degli inglesi dopo il trattato di Parigi. Dopo la rivoluzione americana, molti lealisti fuggirono nelle colonie caraibiche britanniche, portando con sé anche schiavi africani. In virtù di tale evento storico, si diffuse la produzione del cotone per l'esportazione, senza che però ciò riuscisse a superare l'industria del sale, la quale costituiva l'attività preponderante compiuta dagli schiavi africani o dai discendenti dei nativi delle isole caraibiche, che presto superarono di numero i coloni europei.
Nel 1799, sia i gruppi di isole di Turks che di Caicos furono annessi dall'impero britannico come parte delle Bahamas. La lavorazione del sale marino crebbe soprattutto per commerciarla dalle Indie occidentali verso il vecchio continente, continuando a costituire una grande fonte di guadagni ancora nel XIX secolo.

### XIX secolo
Nel 1807, la Gran Bretagna proibì la tratta degli schiavi e, nel 1833, l'abolì nelle sue colonie. Le navi britanniche a volte intercettavano mercanti di schiavi nei Caraibi e alcune facevano naufragio al largo delle coste di queste isole. Nel 1837, la Esperança, un'imbarcazione schiavista portoghese, fece naufragio al largo di East Caicos, una delle isole maggiori. Mentre l'equipaggio e 220 africani prigionieri sopravvissero al naufragio, 18 africani morirono prima che i sopravvissuti fossero portati a Nassau. Gli africani di questa nave potrebbero essere stati tra i 189 africani liberati che i coloni britannici stabilirono nelle Turks e Caicos dal 1833 al 1840.
Nel 1841, la Trouvadore, una nave di schiavi guidata da spagnoli, naufragò al largo della costa di East Caicos. Tutti i 20 uomini dell'equipaggio e i 192 prigionieri africani sopravvissero all'affondamento. I funzionari liberarono gli africani e fecero in modo che 168 persone potessero compiere un apprendistato per un anno dai proprietari dell'isola a Grand Turk, con i restanti 24 che vennero reinsediati a Nassau. A tale circostanza fece seguito un aumento demografico del 7%. Anche l'equipaggio spagnolo fu portato lì, per poi essere consegnato alla custodia del console cubano e condotto a Cuba per essere processato.
Una lettera del 1878 documenta che i "trouvadore africani" e i loro discendenti costituivano una fetta consistente della "popolazione con un impiego" delle isole. Nel 2004, gli archeologi marini affiliati al museo nazionale di Turks e Caicos scoprirono un relitto, chiamato "Black Rock Ship", che ricerche successive hanno suggerito potrebbe essere quello del Trouvadore. Nel novembre 2008, una spedizione cooperativa di archeologia marina, finanziata dagli Stati Uniti del NOAA, confermò che il relitto presentava caratteristiche che, per stile ed epoca di realizzazione, potrebbero corrispondere con grossa probabilità al Trouvadore.
Nel 1848, la Gran Bretagna designò le Turks e Caicos come una colonia separata e sottoposta all'autorità di un suo presidente. Nel 1873-1874, le isole furono incluse nella colonia della Giamaica; nel 1894, al capo ufficiale coloniale si designò il titolo di commissario. Nel 1917, il primo ministro canadese Robert Borden propose l'annessione alla nazione che rappresentava delle Turks e Caicos, ma tale scenario venne respinto dal primo ministro britannico David Lloyd George e le isole rimasero una dipendenza della Giamaica.

### XX e XXI secolo
Il 4 luglio 1959 le isole furono nuovamente designate come colonia separata, l'ultimo commissario fu ribattezzato amministratore. Il governatore della Giamaica continuò ad agire come governatore delle isole, ma quando questa ottenne l'indipendenza dalla Gran Bretagna nell'agosto 1962, le isole Turks e Caicos divennero una colonia della corona britannica. A partire dal 1965, il governatore delle Bahamas funse anche da governatore delle Turks e Caicos, sovrintendendo agli affari locali.

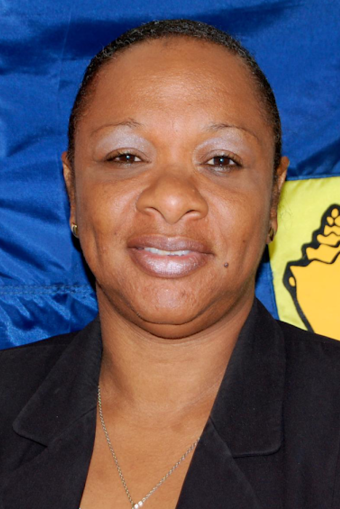
Sharlene Cartwright-Robinson, prima premier donna delle isole Turks e Caicos

Quando le Bahamas ottennero l'indipendenza nel 1973, le Turks e Caicos ricevettero un proprio governatore (l'ultimo amministratore fu rimosso dal suo incarico). Nel 1974, il parlamentare canadese del Nuovo Partito Democratico Max Saltsman cercò di impiegare il disegno di legge C-249, intitolato An Act Respecting a Proposed Association Between Canada and the Caribbean Turks and Caicos Islands, che proponeva che il Canada formasse un'associazione con le isole Turks e Caicos; tuttavia, la bozza non venne mai discussa dall'assemblea parlamentare. Dall'agosto 1976, le isole hanno un proprio governo guidato da un primo ministro (oggi detto comunemente premier), il primo dei quali fu James McCartney. I progressi verso l'indipendenza all'inizio degli anni '80 furono bloccati dalle elezioni delle Isole Turks e Caicos di un partito anti-indipendenza nel 1980 e da allora le isole rimasero territorio britannico. Il governo locale venne commissariato dal 1986 al 1988, in seguito all'accusa di coinvolgimento del governo nel traffico di droga che portò all'arresto del primo ministro Norman Saunders.
Nel 2002 le isole andarono rinominate territorio britannico d'oltremare, con gli isolani che hanno ottenuto la piena cittadinanza britannica. Nel 2006, si approvò una costituzione; tuttavia nel 2009 il premier Michael Misick si dimise di fronte alle accuse di corruzione e il Regno Unito assunse il controllo diretto dell'esecutivo. Una nuova carta costituzionale è stata promulgata nell'ottobre 2012 e il governo è stato restituito al pieno amministrazione locale dopo le elezioni del novembre 2012.
Nel 2010 i governatori delle Bahamas e delle Turks e Caicos discussero la possibilità di dare forma a una federazione.
Nelle elezioni del 2016, il Progressive National Party (PNP) di Rufus Ewing perse per la prima volta da quando era subentrato a Derek Hugh Taylor nel 2003. Il Movimento Democratico Popolare (PDM) vinse e ottenne la maggioranza con Sharlene Cartwright-Robinson alla guida del partito. Alla politica è subentrato Washington Misick dopo che il Partito nazionale progressista ha vinto le elezioni generali del 2021.

## Geografia

### Fisica

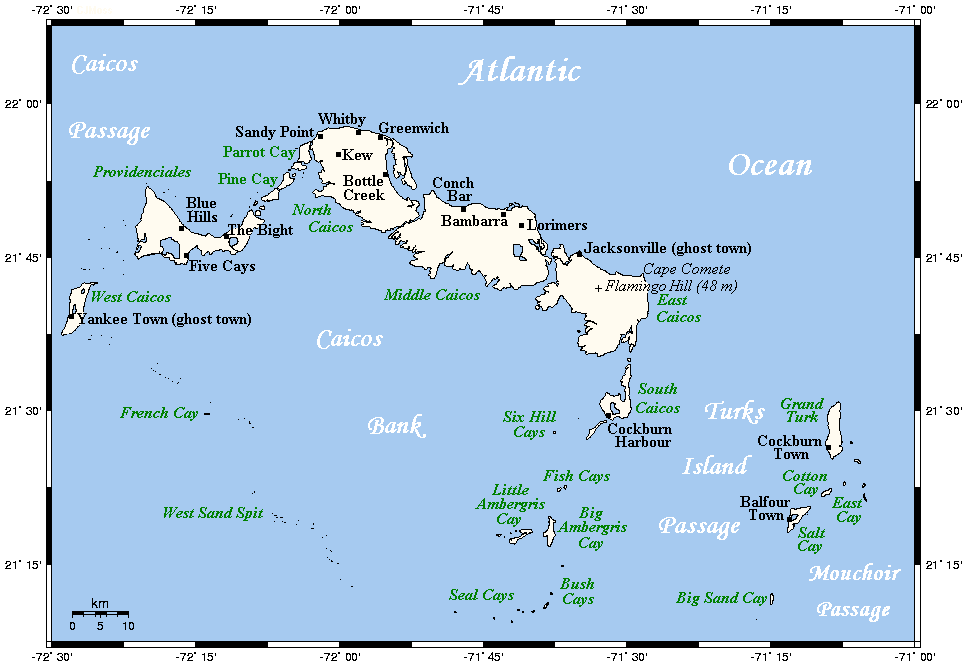
Mappa delle isole Turks e Caicos

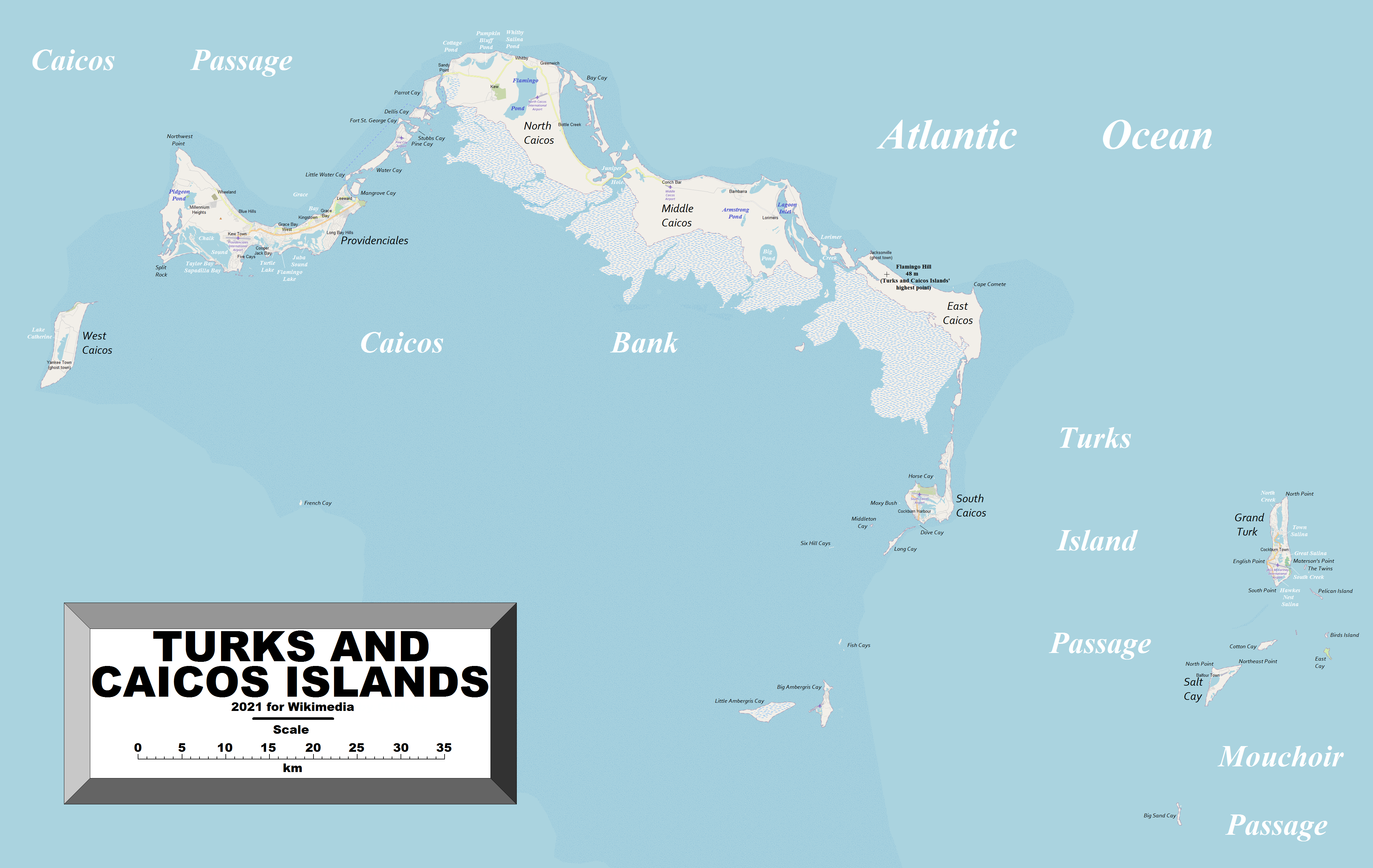
Un'altra mappa più dettagliata delle Turks e Caicos. Le diverse coste mostrate in questa versione si devono a uno studio delle isole avvenuto durante periodi di marea diversa

I due gruppi di isole si trovano nell'Oceano Atlantico settentrionale, a sud-est delle Bahamas, a nord-est di Cuba, a circa 160 km a nord di Hispaniola, e a circa 1 000 da Miami, negli Stati Uniti. Il territorio è geograficamente contiguo alle Bahamas, essendo entrambe comprese nello stesso arcipelago, pur costituendo politicamente un'entità separata. Le isole Caicos sono separate dal passaggio delle Caicos (Caicos Passage) dalle isole Bahamas più vicine, cioè Mayaguana e Great Inagua. La terra straniera più vicina alle Turks e Caicos è l'isola delle Bahamas di Little Inagua, a circa 48 km da West Caicos.
Le otto isole principali e le più di 22 isole minori hanno una superficie totale di 616,3 km². A livello di conformazione geologica, si compongono principalmente di calcare basso e piatto, sul quale si sono originate estese paludi e pozze ai cui lati crescono delle mangrovie; sono invece 332 i chilometri quadrati di spiagge. Le alture maggiori delle isole sono le Blue Hills, su Providenciales, e Flamingo Hill, su East Caicos, entrambe situate a 48 m s.l.m. Il tempo è generalmente soleggiato (si ritiene che in media le isole ricevano 350 giorni di sole all'anno) e relativamente secco, ma la zona è esposta al rischio degli uragani, invero abbastanza frequenti. Le isole hanno risorse naturali limitate in termini di acqua dolce: sono le cisterne private che sopperiscono a questo scopo, raccogliendo l'acqua piovana necessaria. Prosperano sulle isole diverse specie di aragoste, molluschi e altri crostacei. Le Turks e Caicos ospitano tre ecoregioni terrestri: le foreste secche delle Bahamas, le pinete delle Bahamas e le mangrovie delle Bahamas-Antille.
I due distinti gruppi di isole sono separati dal passaggio delle isole Turks.

#### Isole Turks
Le isole Turks sono separate dalle Caicos da una sezione marina profonda più di 2200 m. Le isole formano una catena che si estende da nord a sud. Secondo il censimento del 2012, la popolazione ammontava di 4 939 abitanti nelle due isole principali, le uniche isole abitate del gruppo:
- Grand Turk (con capitale del territorio, vasta 18 km² circa,[25] 4 831 abitanti)
- Salt Cay (6,74 km²,[25] 108 abitanti)

Insieme alle isole vicine, tutte sul lato delle Turks, le due più grandi formano i due distretti amministrativi del territorio (sui sei in totale) che ricadono nelle isole Turks. La sezione delle Turks, più piccola di quella del gruppo di isole di Caicos, si estende su un'area totale di circa 324 km².
Le principali isole disabitate sono:
- Big Sand Cay
- Cotton Cay
- East Cay
- Endymion Rock
- Gibb Cay
- Pear Cay

#### Banco di Mouchoir
25 km ad est delle Isole Turks e separata da esse dal passaggio Mouchoir è il banco di Mouchoir. Sebbene questo non abbia atolli emergenti, alcune parti sono molto poco profonde e l'acqua non supera il metro di profondità. La sezione viene compresa a livello politico nelle isole Turks e Caicos e rientra nella sua zona economica esclusiva. In totale, misura 960 km². Due banchi più a est, detto Silver e Navidad, costituiscono geograficamente una continuazione, ma appartengono politicamente alla Repubblica Dominicana.

#### Isole Caicos
L'isola più grande dell'arcipelago di Caicos è Middle Caicos, scarsamente abitata, che misura 144 km², ma aveva una popolazione di soli 168 cittadini al censimento del 2012. L'isola più popolata è Providenciales, con 23 769 abitanti nel 2012 e una superficie di 122 km². North Caicos (116 km²) contava 1 312 abitanti, South Caicos (21 km²) 1 139 e Parrot Cay (6 km²) 131. East Caicos (amministrata come parte del distretto di South Caicos) è disabitata, mentre gli unici abitanti permanenti di West Caicos (amministrato come parte del distretto di Providenciales) sono quelli che fanno parte del personale del resort.
Il gruppo delle Caicos comprendono le seguenti isole principali:
- Ambergris Cays
  - Big Ambergris Cay
  - Little Ambergris Cay
- Bay Cay
- Bush Cay
- Dellis Cay
- Donna Cay
- Dove Cay
- East Bay Cay
- East Caicos
- Fish Cays
- Five Cays
- Five Little Cays
- Fort George Cay
- French Cay
- Little Water Cay
- Long Cay
- Mangrove Cay
- Middle Caicos
- Middleton Cay
- North Caicos
- Parrot Cay
- Pine Cay
- Plandon Cay
- Providenciales
- Seal Cays
- Six Hill Cays
- South Caicos
- Stubbs Cay
- Water Cay
- West Caicos
- West Sand Spit

### Clima
Le isole Turks e Caicos vantano, secondo la classificazione dei climi di Köppen, il clima della savana tropicale (AW), con temperature relativamente costanti durante tutto l'anno. I gradi registrati in estate raramente superano i 33 °C e di notte, in inverno, di rado si scende sotto i 18 °C.
| Temperature medie delle Turks e Caicos | Mesi | Mesi | Mesi | Mesi | Mesi | Mesi | Mesi | Mesi | Mesi | Mesi | Mesi | Mesi | Stagioni | Stagioni | Stagioni | Stagioni | Anno |
| Temperature medie delle Turks e Caicos | Gen  | Feb  | Mar  | Apr  | Mag  | Giu  | Lug  | Ago  | Set  | Ott  | Nov  | Dic  | Inv      | Pri      | Est      | Aut      | Anno |
| -------------------------------------- | ---- | ---- | ---- | ---- | ---- | ---- | ---- | ---- | ---- | ---- | ---- | ---- | -------- | -------- | -------- | -------- | ---- |
| T. max. media (°C)                     | 29   | 29   | 30   | 32   | 31   | 31   | 32   | 33   | 33   | 32   | 31   | 30   | 29,3     | 31       | 32       | 32       | 31,1 |
| T. min. media (°C)                     | 23   | 23   | 23   | 24   | 25   | 26   | 26   | 26   | 26   | 26   | 24   | 24   | 23,3     | 24       | 26       | 25,3     | 24,7 |

### Flora e fauna

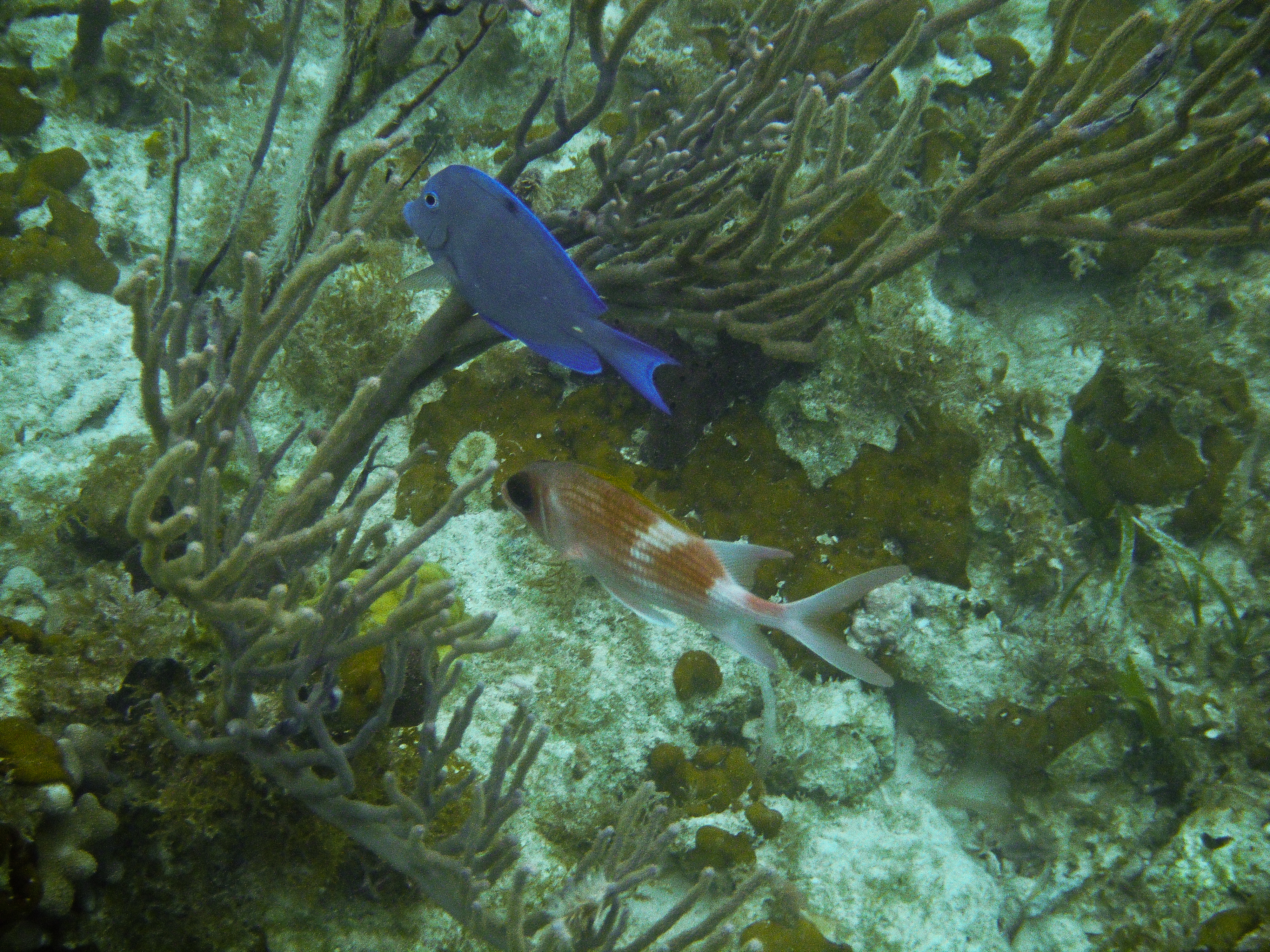
Un pesce chirurgo blu (Acanthurus coeruleus) e un pesce scoiattolo (Holocentrus adscensionis) nel parco nazionale della principessa Alessandra, Providenciales

Le Turks e Caicos rappresentano un punto caldo di biodiversità, poiché le isole vantano molte specie endemiche e altre di importanza internazionale, a causa delle condizioni create dal più antico sviluppo delle saline dei Caraibi. La varietà di viventi comprende un numero di specie endemiche di lucertole, serpenti, insetti, piante e organismi marini; inoltre, costituisce un'importante area di riproduzione degli uccelli marini.

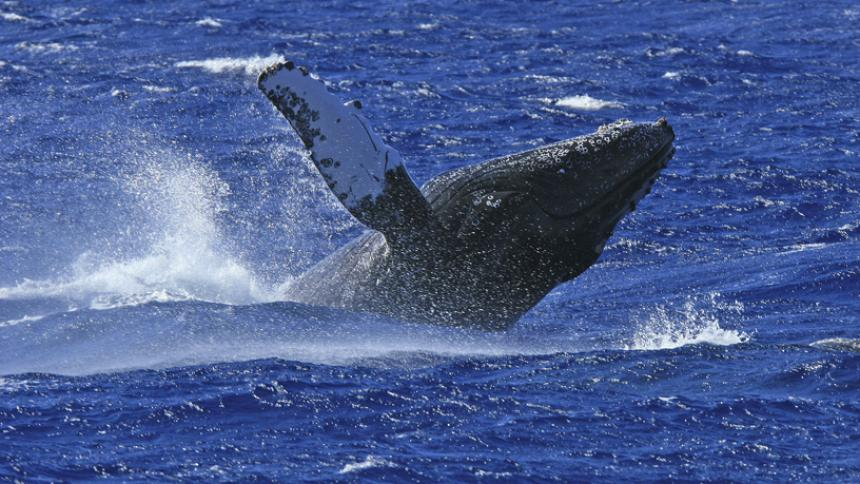
Megattera (Megaptera novaeangliae) in emersione al largo di South Caicos

I governi del Regno Unito e delle isole Turks e Caicos hanno una responsabilità congiunta nella conservazione e nella tutela dell'ecosistema per adempiere agli obblighi previsti dalle convenzioni ambientali internazionali. Grazie alla grande varietà faunistica e floristica, le isole figurano nell'elenco provvisorio redatto dal Regno Unito relativo ai papabili siti da proporre per un riconoscimento UNESCO.

## Infrastrutture

### Trasporti
L'Aeroporto Internazionale di Providenciales supplisce alla gestione del traffico aereo locale ed è il principale punto di approdo alle isole Turks e Caicos, ma anche l'Aeroporto Internazionale JAGS McCartney serve la capitale Cockburn Town sull'isola di Grand Turk. In totale, si contano sette aeroporti, situati rispettivamente su ciascuna delle isole abitate. Cinque di essi hanno piste asfaltate (tre delle quali sono lunghe circa 2 km e una lunga circa 1 km), mentre le restanti due presentano punti di atterraggio non asfaltati (una delle quali è lunga circa 1 km e l'altra è significativamente più corta).
Le isole vantano ben 121 km totali di autostrada, 24 dei quali asfaltati e i restanti 97 no. Come le Isole Vergini Americane e le isole Vergini britanniche, il senso di marcia durante la guida sulle Turks e Caicos è a sinistra. I principali porti locali e internazionali del territorio si trovano su Grand Turk e Providenciales. Non vi sono ferrovie di lunghezza significativa: all'inizio del XX secolo, sull'isola di East Caicos vi era una ferrovia trainata da cavalli per trasportare agave sisalana dalla piantagione al porto. La rotta di 14 km è stata rimossa dopo la cessazione del commercio di agave sisalana.

#### Volo spaziale

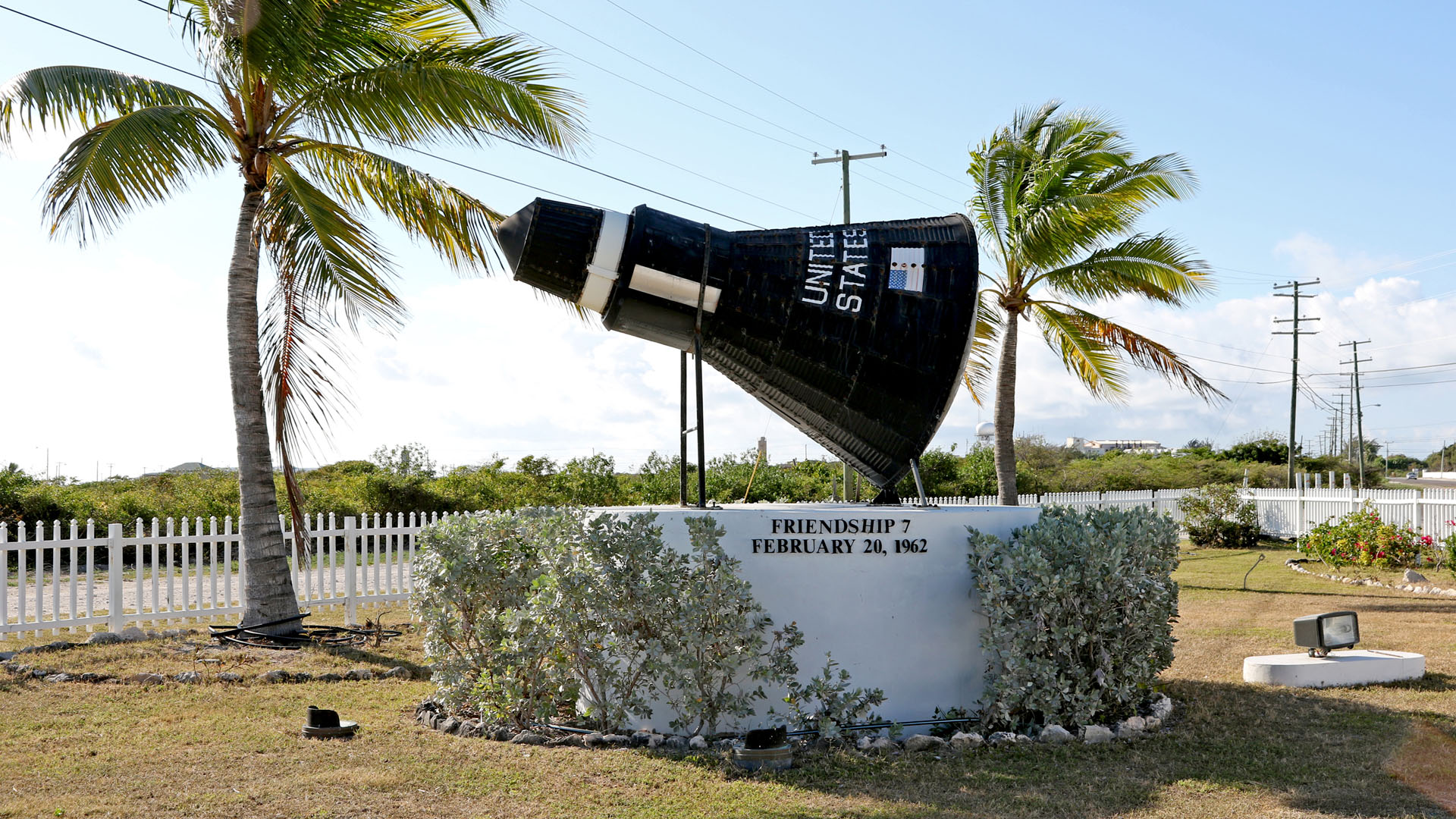
Replica del Mercury-Atlas 6 presso l'aeroporto di Grand Turk

Dal 1950 al 1981, gli Stati Uniti avevano una stazione di localizzazione di missili a Grand Turk. Nei primi giorni del programma spaziale statunitense, la NASA lo utilizzò attivamente. Dopo le sue tre orbite terrestri nel 1962, l'astronauta statunitense John Glenn atterrò con successo nel vicino oceano e tornò a terra sull'isola di Grand Turk.

## Amministrazione e istituzioni

### Status amministrativo

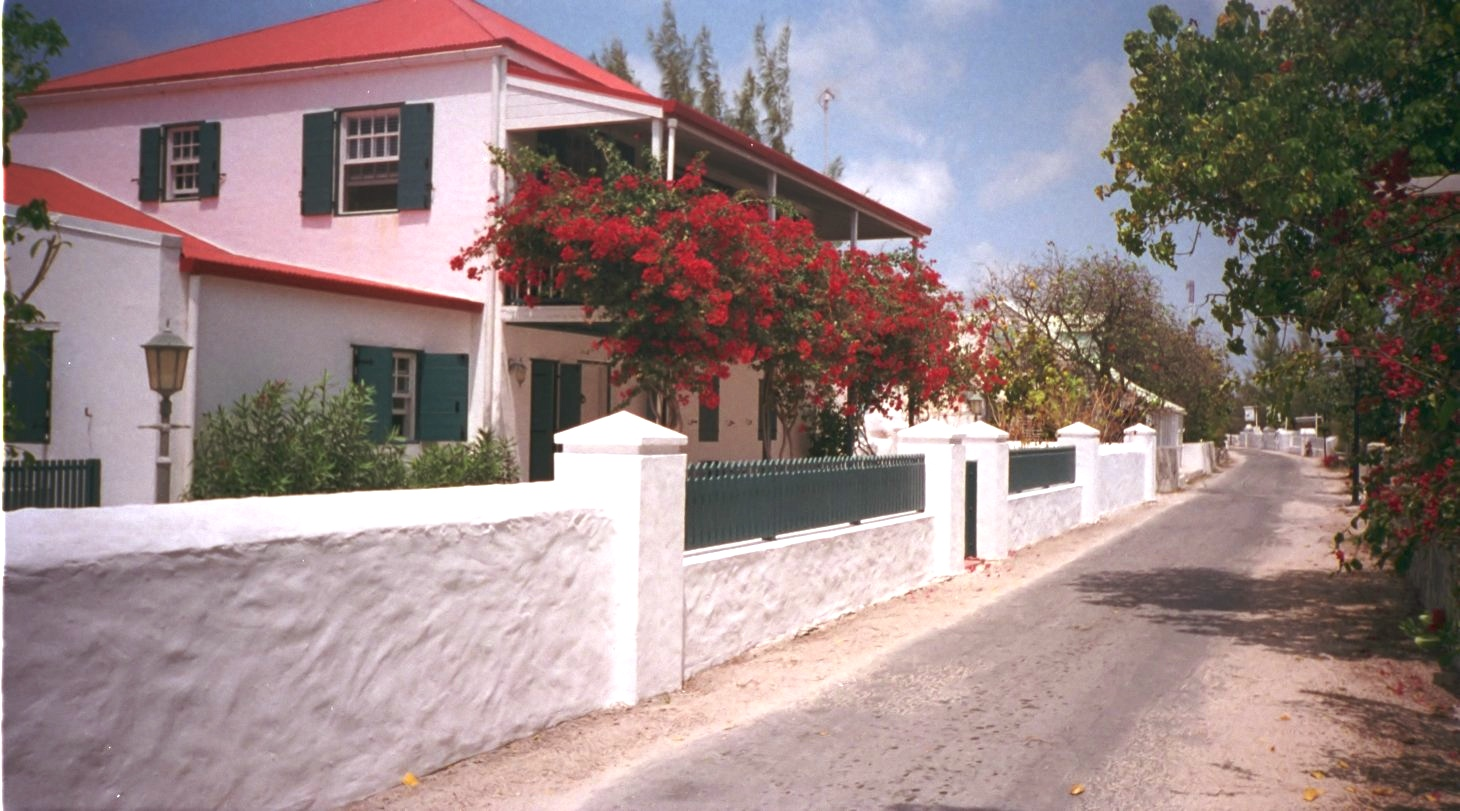
Una strada a Cockburn Town, centro principale delle isole Turks e Caicos

Le isole Turks e Caicos sono un territorio d'oltremare britannico. In virtù di tale status, il suo sovrano è il re Carlo III, in vece del quale esercita il potere sulle isole un governatore nominato dalla corona, su suggerimento del Ministero degli Affari esteri. Con l'elezione di James A.G.S. McCartney, primo ministro nella storia delle isole, queste ultime adottarono una prima carta fondamentale il 30 agosto 1976. In tale giornata si celebra la festa della Costituzione.
Il suffragio è universale e al diritto al voto si accede una volta raggiunta la maggiore età, ovvero i 18 anni. Grand Turk è la capitale amministrativa e politica delle isole Turks e Caicos e Cockburn Town è la sede del governo dal 1766.
Le Turks e Caicos partecipano alla Banca dello Sviluppo Caraibica, aderiscono alla Comunità Caraibica, sono membri dell'Unione postale universale e dispongono di un proprio sub-ufficio nell'Interpol. Il Comitato speciale per la decolonizzazione delle Nazioni Unite include i luoghi in esame nella lista dell'ONU dei territori non autonomi.
In base alla nuova carta costituzionale entrata in vigore nell'ottobre del 2012, il potere legislativo è detenuto da un'assemblea legislativa unicamerale, composta da 19 seggi, 15 eletti e quattro nominati dal governatore; dei membri eletti, cinque subentrano in blocco e 10 provengono da collegi uninominali, rimanendo in carica per quattro anni.

### Divisioni amministrative
Le Turks e Caicos sono divise in sei distretti amministrativi (due nelle isole Turks e quattro nelle Caicos), guidati da commissari distrettuali. Con riferimento alla Camera dell'assemblea, le isole Turks e Caicos sono divise in 15 distretti elettorali (quattro nelle Turks e undici nelle Caicos).

### Magistratura
Il sistema giuridico del territorio si basa sul common law britannico, con un numero limitato di leggi trasposte dalla Giamaica e dalle Bahamas. Alle corti di primo grado locali si affianca, per gli appelli, la Corte d'appello e, per ottenere un giudizio di terzo grado, ci si deve rivolgere al Comitato giudiziario del Consiglio privato del Regno Unito. Ci sono tre giudici della Corte suprema, un giudice capo e altri due. La Corte d'appello è composta da un presidente e da almeno due giudici d'appello. Le Corti dei magistrati (Magistrates' Courts) sono le corti inferiori e gli appelli delle stesse sono inviati alla Corte Suprema.
A partire dal mese di aprile 2020, il giudice capo è Mabel Agyemang.

### Servizi pubblici

#### Gendarmeria e polizia

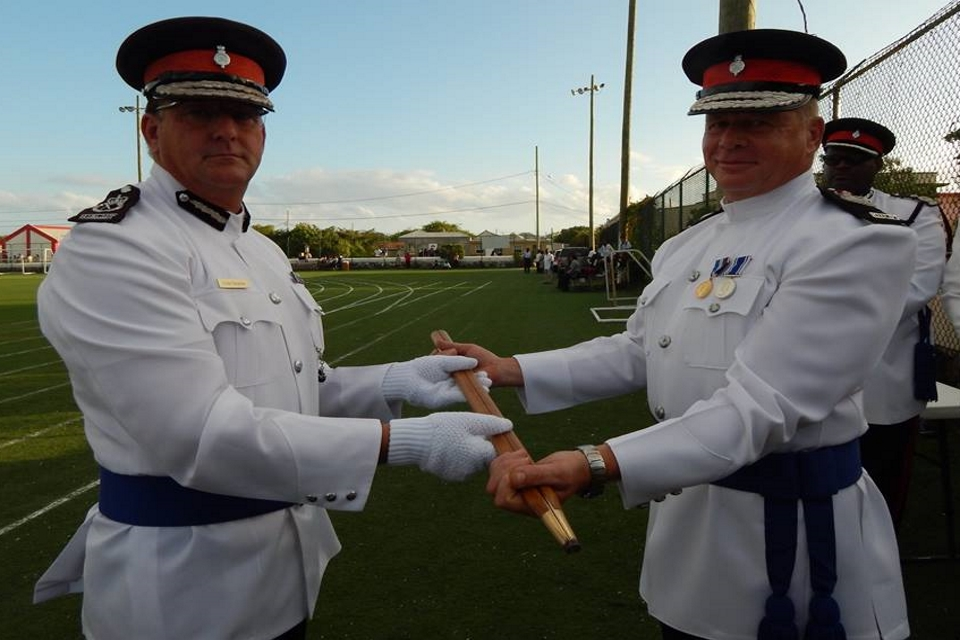
Commissari di polizia delle isole Turks e Caicos

In quanto territorio britannico d'oltremare, la difesa di Turks e Caicos è responsabilità del Regno Unito.
Il governatore Nigel Dakin ha annunciato all'inizio di dicembre 2019 che Turks e Caicos avrebbero dato vita a un proprio reggimento di difesa, il reggimento delle Turks e Caicos, con l'assistenza del Ministero della difesa del Regno Unito sulla scia del reggimento delle Bermuda e del reggimento delle isole Cayman. Tra gli obiettivi previsti per il gruppo militare si è indicato l'aumento della sicurezza della nazione e, in caso di disastri naturali, il reggimento sarà istruito nell'ambito ingegneristico e delle comunicazioni. A metà dicembre 2019, un comitato del ministero della difesa si era recata dall'Europa a Turks e Caicos per iniziare a dare forma il reggimento. Il termine previsto per la costituzione del reggimento locale era il terzo trimestre del 2020, a quasi sei mesi dal reggimento Cayman, ma la pandemia di COVID ha ritardato i tempi.
Nella primavera del 2020, una squadra di sicurezza e assistenza è arrivata dal Regno Unito nelle Turks e Caicos per le operazioni di sostegno contro la pandemia di COVID-19. Inoltre, ulteriori scopi del raggiungimento dell'America centrale riguardavano la tutela della popolazione per via della stagione degli uragani atlantici e per supervisionare le operazioni di costituzione del nuovo reggimento Turks e Caicos. All'inizio di giugno 2020, il tenente colonnello Ennis Grant è stato nominato comandante del nuovo reggimento Turks e Caicos.
La responsabilità delle attività di polizia su Turks e Caicos appartiene al corpo locale delle isole Turks e Caicos.

### Simboli
L'adozione della bandiera delle Turks e Caicos come simbolo nazionale, selezionata il 7 novembre 1968, è stata confermata nel 2016.

## Popolazione e società

### Demografia
Abitanti censiti

Otto delle trenta isole del territorio sono abitate, con una popolazione totale stimata dai risultati preliminari del censimento del 25 gennaio 2012 (pubblicato il 12 agosto 2012) di 31 458 abitanti, con un incremento del 58,2% rispetto alla popolazione di 19 886 registrate nel 2001. Le stime di luglio 2018 indicano una popolazione di 53 700 abitanti. Un terzo della popolazione ha meno di 15 anni e solo il 4% ha 65 anni o li supera. Nel 2000 la popolazione cresceva ad un tasso del 3,55% annuo. Il tasso di mortalità infantile era di 18,66 decessi per 1 000 nati vivi e la speranza di vita alla nascita era di 73,28 anni (71,15 anni per i maschi, 75,51 anni per le femmine). Il tasso di fertilità totale era di 3,25 bambini nati per donna. Il tasso di crescita annuo della popolazione è del 2,82%.
The CIA World Factbook suddivide l'etnia degli isolani nella seguente maniera: afro-americani (87%), europei (7,9%), etnia mista (2,5%), indiani dei Caraibi (1,3%) e altri (0,7%). Esiste una piccola comunità haitiana sulle isole.

### Istruzione
Il Ministero dell'Istruzione, della Gioventù, dello Sport e dei Servizi Bibliotecari sovrintende all'istruzione a Turks e Caicos. L'istruzione pubblica è supportata dalla tassazione ed è obbligatoria per i bambini dai cinque ai sedici anni. L'istruzione primaria dura sei anni e l'istruzione secondaria dura cinque anni. Negli anni '90 è stato lanciato il Progetto di formazione degli insegnanti in servizio primario (PINSTEP) nel tentativo di aumentare le competenze dei suoi docenti di scuola primaria, in quanto quasi un quarto di essi non era qualificato. Nelle Turks e Caicos sono stati avviati dei progetti per rinnovare le sue scuole primarie, ridurre i costi dei libri di testo e aumentare le attrezzature e le forniture concesse alle scuole. Ad esempio, nel settembre 1993, a ogni scuola elementare sono stati dati abbastanza libri per consentire agli insegnanti di creare biblioteche in classe. Nel 2001, il rapporto studenti-insegnanti al livello primario era di circa 15:1.
Le scuole secondarie pubbliche includono:
- H.J. Robinson High School (Grand Turk)
- Clement Howell High School (Providenciales)
- Long Bay High School (Providenciales)
- Raymond Gardiner High School (North Caicos)
- Marjorie Basden High School (South Caicos)

La Scuola Internazionale delle Isole Turks e Caicos (International School of the Turks and Caicos Islands), un istituto privato che supplisce alla scuola materna fino al sesto anno, si trova a Leeward, a Providenciales. Nel 2014 contava 106 studenti ed è rimasta conosciuta, fino a quell'anno, come The Ashcroft School.
Il Turks and Caicos Islands Community College offre istruzione superiore gratuita agli studenti che hanno completato con successo l'istruzione secondaria. Inoltre, supervisiona un programma di alfabetizzazione per adulti. Una volta che uno studente ha completato la propria istruzione presso il Turks and Caicos Islands Community College, ha la facoltà di proseguire l'apprendimento presso un'università a scelta negli Stati Uniti, in Canada o nel Regno Unito gratuitamente. Affinché si possa procedere, occorre prima trovare impiego nelle isole Turks e Caicos per quattro anni, ricevendo in cambio la possibilità di proseguire gli studi all'estero.
L'Università di Charisma (Charisma University) è un'università privata senza scopo di lucro riconosciuta dal Ministero della Pubblica Istruzione, della Gioventù, dello Sport e dei Servizi Bibliotecari delle isole Turks e Caicos. Essa offre corsi di laurea e dottorati riconosciuti anche all'estero, oltre a programmi di certificazione in varie discipline insegnate da oltre 100 docenti. La University of the West Indies Open Campus, che è pubblica, ha una sua sede nel territorio.

### Sanità
Le Turks e Caicos hanno istituito un piano nazionale di assicurazione sanitaria nel 2010. I residenti vi contribuiscono attraverso delle trattenute sullo stipendio e grazie alle quote nominali di utenza. La maggior parte delle cure è fornita da ospedali di partenariato pubblico-privato gestiti da Interhealth Canada (che ha la sede principale a Toronto), un ospedale a Providenciales e uno sull'isola di Grand Turk. Inoltre, esistono una serie di cliniche governative e cliniche private. Gli ospedali sono stati aperti nel 2010 e sono stati accreditati da Accreditation Canada dal 2012.

### Cittadinanza
Un tempo agli abitanti delle Turks e Caicos non era riconosciuta di diritto cittadinanza britannica, essendo le isole territori d'oltremare e non Stati indipendenti. Nel 2002 il British Overseas Territories Act conferì lo status di cittadini britannici a tutti i cittadini dei territori d'oltremare, incluse le isole Turks e Caicos.

## Economia

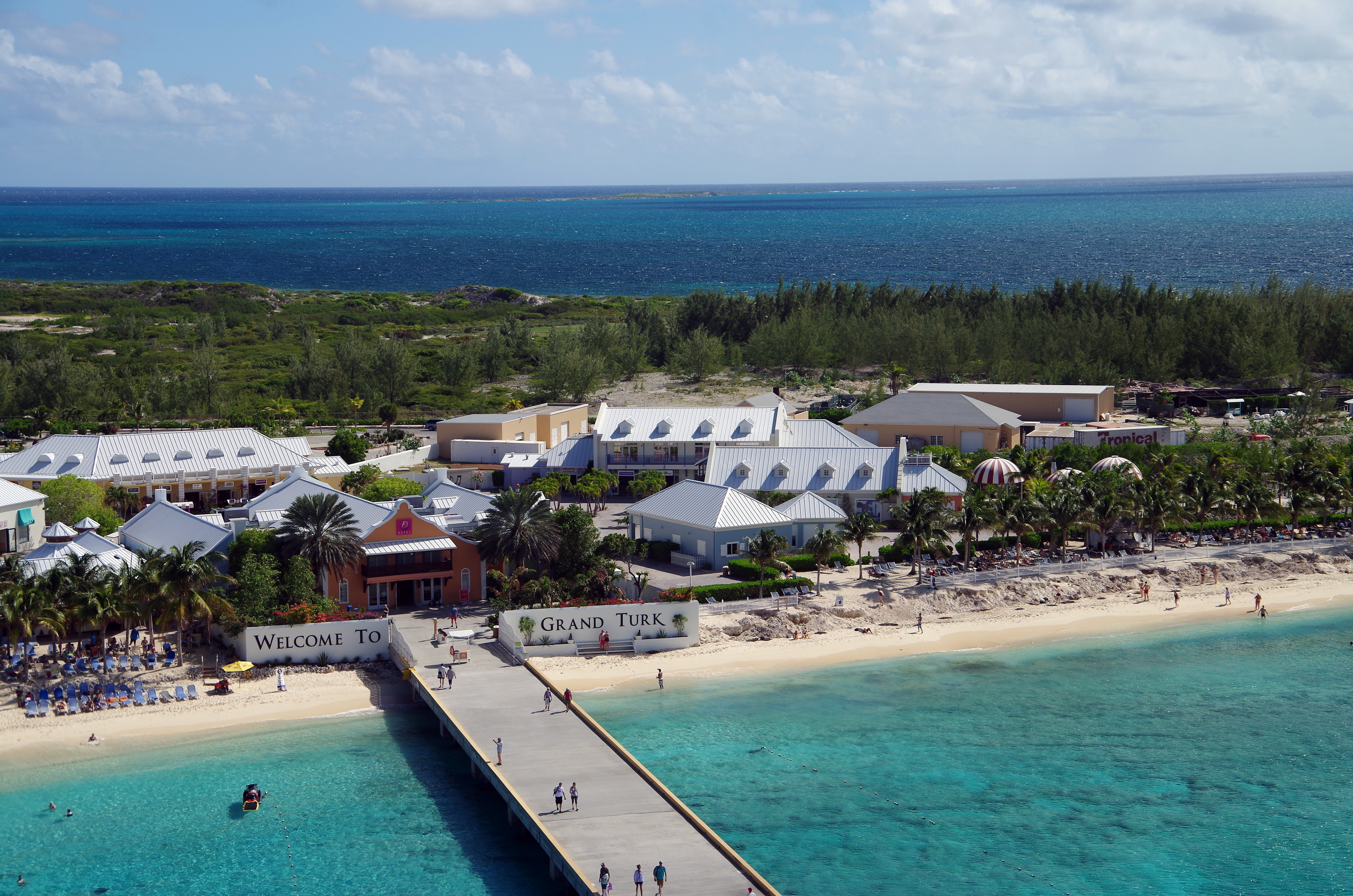
Terminal crociere a Grand Turk

L'economia di Turks e Caicos è dominata dal turismo, dalla finanza offshore e dalla pesca. Il dollaro statunitense è la valuta principale utilizzata nel isole.
Storicamente, l'industria del sale, insieme alle piccole esportazioni di spugne e canapa, ha rappresentato il maggiore introito di cui beneficiavano le Turks e Caicos, ma l'economia rimase stagnante e arretrata rispetto ad altri possedimenti della corona inglese. Un cambiamento è cominciato negli anni '60, quando degli investitori statunitensi arrivarono sulle isole e finanziarono la costruzione di una pista di atterraggio a Providenciales, costruendo altresì il primo hotel dell'arcipelago, "The Third Turtle". Un piccolo numero di turisti ha cominciato ad arrivare spinto dalla curiosità e dalla "novità" rappresenta da queste isole caraibiche, contribuendo alla crescita dell'economia basata sul sale. Il Club Méditerranée allestì negli anni '70 un resort a Grace Bay. Negli anni '80, questo finanziò un ammodernamento della pista di atterraggio per consentire velivoli più grandi e, da allora, il turismo sperimentò un graduale aumento.
Nel 2009, il PIL locale si articolava per introiti come segue: hotel e ristoranti 34,67%, servizi finanziari 13,12%, edilizia 7,83%, trasporti, stoccaggio e comunicazioni 9,90% e attività immobiliari, affitti e attività commerciali 9,56%. Il restante 25% circa si basava sull'economia locale. Per soddisfare il bisogno alimentare e le necessità di altri generi per il consumo interno spesso i prodotti sono importati.
Nel 2010-2011, le principali fonti di entrate del governo includevano i dazi all'importazione (43,31%), l'imposta di bollo sulle transazioni fondiarie (8,82%), i permessi di lavoro e dazi minori (10,03%) e la tassa di soggiorno (24,95%). Il prodotto interno lordo del territorio alla fine del 2009 era di circa 795 milioni di dollari USA (24 273 dollari pro capite).
La forza lavoro ammontava a 27.595 lavoratori nel 2008. La distribuzione della forza lavoro nel 2006 risultava la seguente:
| Grado di competenza            | Percentuale |
| ------------------------------ | ----------- |
| Non qualificato/Lavoro manuale | 53%         |
| Semi-qualificato               | 12%         |
| Con competenze professionali   | 20%         |
| Professionista                 | 15%         |

Il tasso di disoccupazione nel 2008 ammontava all'8,3%. Nel 2007-2008, il territorio registrava ricavi per 206,79 milioni di $ contro spese di 235,85 milioni. Nel 1995, l'isola ricevette aiuti economici del valore di 5,7 milioni di dollari. La valuta del territorio è rimasta anche dopo il boom il dollaro statunitense, ma alcune multe governative (come le infrazioni aeroportuali) sono pagabili in sterline. La maggior parte delle emissioni di monete commemorative sono denominate in corone.
I prodotti agricoli primari includono quantità limitate di mais, fagioli, manioca (tapioca) e agrumi. Pesce e molluschi sono le uniche esportazioni significative, con circa 169,2 milioni di dollari di aragoste, molluschi essiccati e freschi e molluschi esportati nel 2000, principalmente nel Regno Unito e negli Stati Uniti. Negli ultimi anni, tuttavia, il pescato è diminuito. Le isole sono diventate un importante punto di trasbordo per i narcotici sudamericani destinati agli Stati Uniti, ma a causa della continua pressione di uno sforzo combinato americano, delle Bahamas e di Turks e Caicos questo commercio è stato notevolmente ridotto. Le isole importano cibo e bevande, tabacco, abbigliamento, manufatti e materiali da costruzione, principalmente dagli Stati Uniti e dal Regno Unito. Le importazioni hanno totalizzato 581 milioni di dollari nel 2007.
Le isole producono e consumano elettricità proveniente completamente da combustibili fossili.

### Turismo

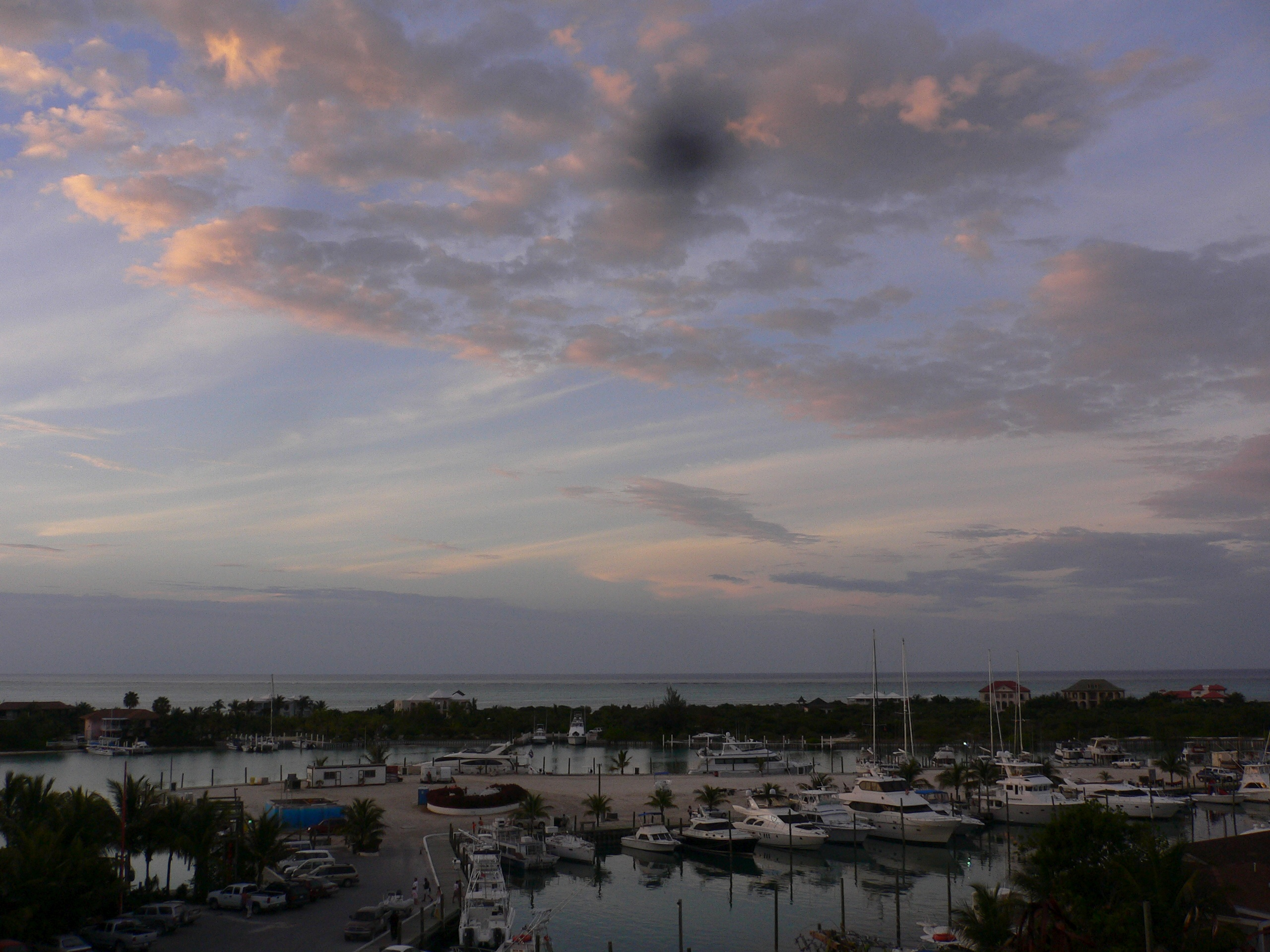
Un tramonto presso le isole Turks e Caicos

Il turismo è una delle maggiori fonti di reddito per le isole, con la maggior parte dei visitatori provenienti dal continente americano via nave. Gli arrivi sono aumentati a 264 887 nel 2007 e a 351 498 nel 2009. Nel 2010, un totale di 245 navi da crociera sono arrivate al Grand Turk Cruise Terminal, convogliando un totale di 617 863 visitatori. Nel 2019 si registrava la cifra di 1 598 557 visitatori.
Il governo ha perseguito una duplice strategia per aumentare il turismo. I resort più esclusivi sono destinati alle fasce più abbienti, mentre un grande nuovo porto e centro ricreativo nave da crociera è stato costruito per quel turismo di massa che si interessa a Grand Turk. La promozione per il territorio ha spinto molto sulla presenza di una delle barriere coralline più lunghe del mondo e sugli allevamenti di molluschi, una pratica molto in voga.

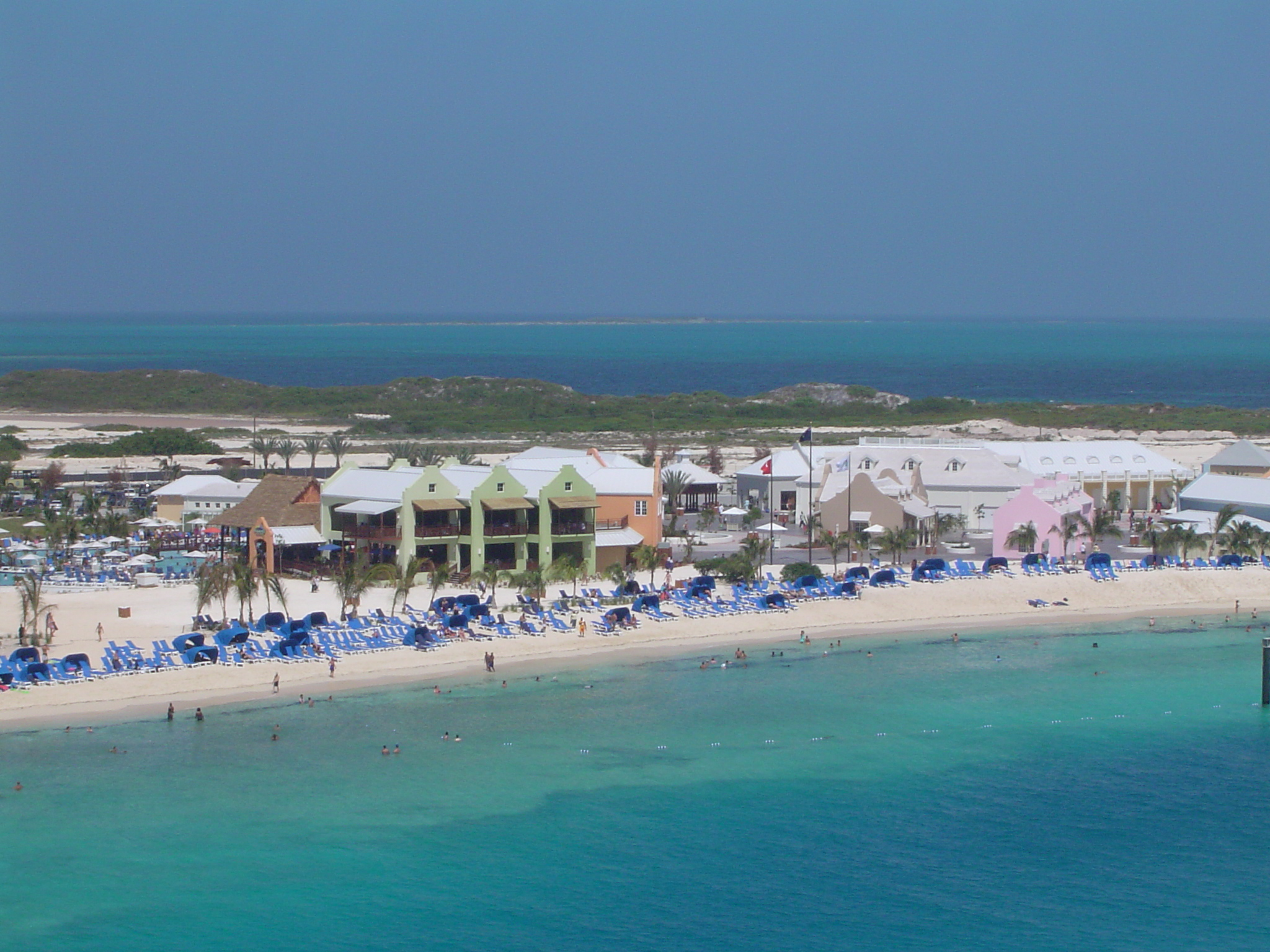
Veduta della spiaggia sudoccidentale a Grand Turk

Le isole sono diventate popolari perché meta di varie celebrità. Diverse star di Hollywood hanno posseduto case nelle Turks e Caicos, tra cui Dick Clark e Bruce Willis. Ben Affleck e Jennifer Garner si sposarono a Parrot Cay nel 2005. L'attrice Eva Longoria e il suo ex marito Tony Parker sono andati nelle isole per la luna di miele nel luglio 2007. Il musicista Nile Rodgers ha una casa per le vacanze nell'arcipelago.
Per incentivare i flussi di persone durante la bassa stagione caraibica di fine estate, dal 2003 l'Ente del Turismo di Turks e Caicos ha organizzato e ospitato una serie annuale di concerti durante questo arco temporale chiamata Turks & Caicos Music and Cultural Festival. Il festival si svolge in un padiglione temporaneo al Turtle Cove Marina, a Providenciales, dura circa una settimana e vede la presenza di diversi artisti di fama internazionale: tra questi, in passato è stato possibile assistere a Lionel Richie, LL Cool J, Anita Baker, Billy Ocean, Alicia Keys, John Legend, Kenny Rogers, Michael Bolton, Ludacris, Chaka Khan, e Boyz II Men. Più di 10 000 persone vi partecipano ogni anno.

## Cultura

### Lingua
La lingua ufficiale è l'inglese, ma la popolazione si esprime anche in creolo, una versione non troppo dissimile da quello delle Bahamas. A causa della sua vicinanza a Cuba e Hispaniola, nel territorio si sono sviluppate grandi comunità creolo-haitiane e di lingua spagnola a causa dell'immigrazione, sia legale che illegale, da Haiti di lingua creola haitiana e da Cuba e dalla Repubblica Dominicana di lingua spagnola.

### Religione

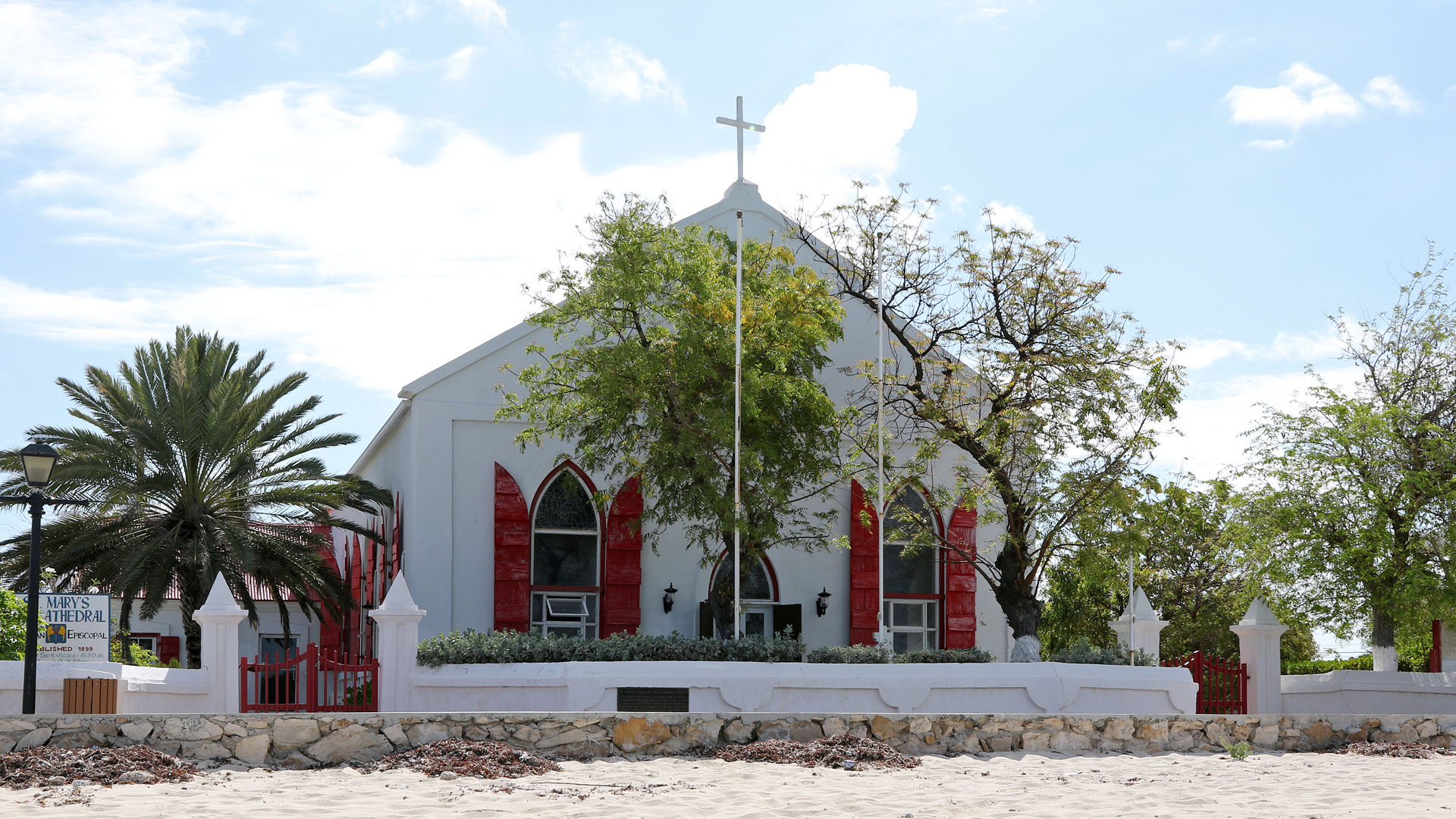
Cattedrale di St. Mary, Grand Turk

L'86% della popolazione di Turks e Caicos è cristiana (battisti 35,8%, Chiesa di Dio 11,7%, cattolici 11,4%, anglicani 10%, metodisti 9,3%, avventista del settimo giorno 6%, testimoni di Geova 1,8%), con altre fedi che costituiscono il restante 14%.
I cattolici sono serviti dalla missione sui iuris di Turks e Caicos, istituita nel 1984 con territorio prima compreso nell'arcidiocesi di Nassau.

### Musica

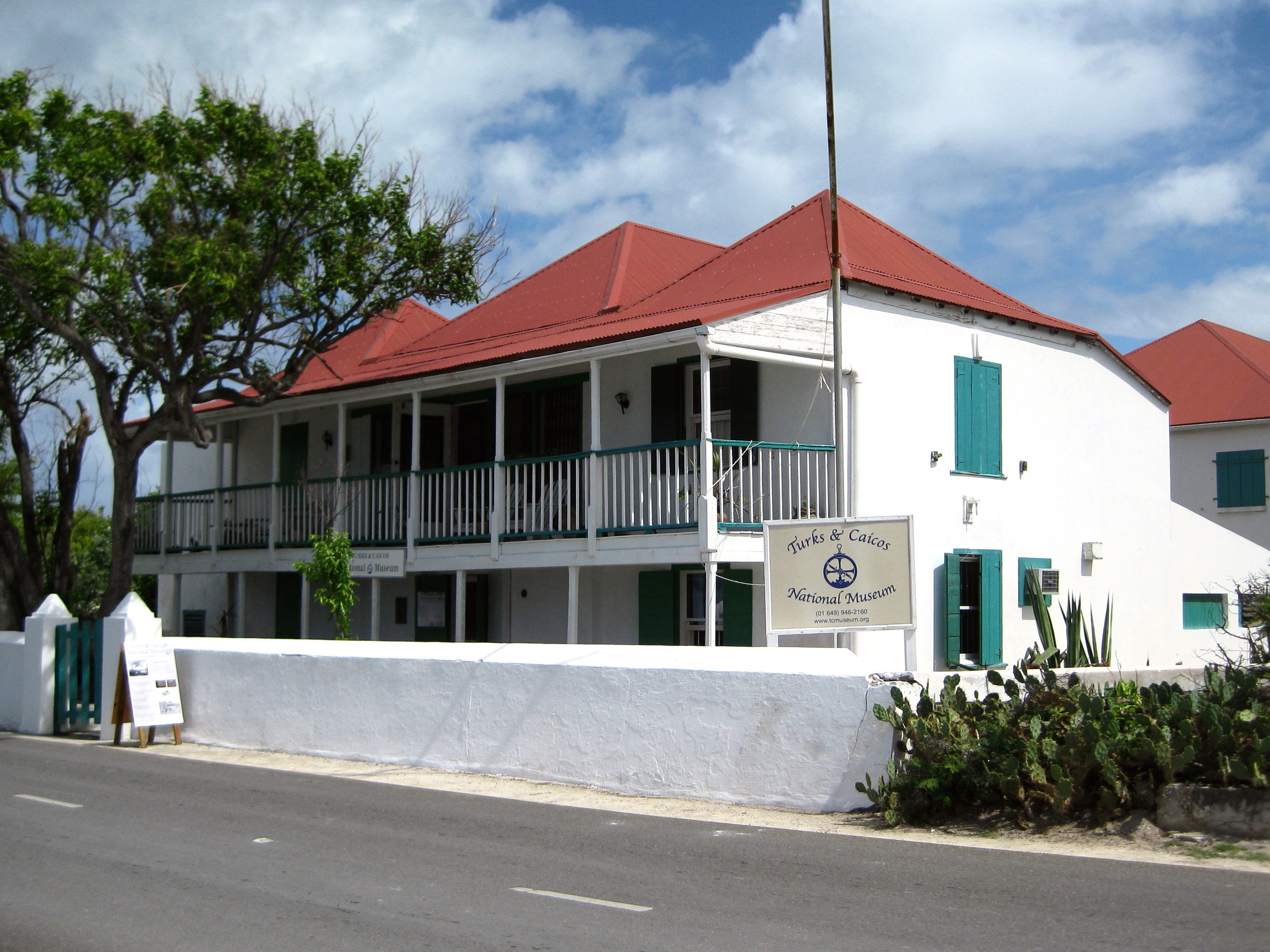
Museo nazionale di Turks e Caicos a Grand Turk

Le Turks e Caicos sono forse meglio conosciute musicalmente per la musica ripsaw, un genere che ha avuto origine nelle isole. Le isole Turks e Caicos sono famose per il loro festival annuale di musica e cultura che mette in mostra molti talenti locali e altre esibizioni dinamiche di molte celebrità musicali di tutti i Caraibi e degli USA.

### Tradizioni
Le donne portano avanti l'antica tradizione di realizzare ceste e copricapo intagliati con la paglia sulle isole più grandi di Caicos. È possibile che questo costume sia stato ereditato dagli africani giunti negli anni 1830 e da schiavisti naufraghi nel 1841. Ad oggi alcuni degli oggetti realizzati sono esposti nei negozi di artigianato e abbigliamento dell'isola.

### Cucina
La cucina è quella creola, che nasce da secoli di incontro della cucina indiana, spagnola e inglese, con piatti che sono soprattutto a base di pesce fresco delle acque che circondano l'isola, cotto arrosto e consumato con fagioli o riso.
Ottimi anche i frutti di mare e i crostacei, così come la frutta da cui si ottengono succhi.
Tra le bevande si consumano prevalentemente la birra e il rum.
La cucina di Turks e Caicos si basa principalmente sui frutti di mare, in particolare il conch. Due piatti locali comuni sono le frittelle di molluschi e insalata di molluschi.

## Sistema postale
Non esiste un sistema centralizzato di consegna postale nelle Turks e Caicos; la posta viene ritirata in uno dei quattro uffici dislocati su ciascuna delle isole maggiori. La posta viene trasportata tre o sette volte alla settimana, a seconda della destinazione. L'ufficio postale è parte del governo del territorio e riferisce al ministro dei servizi di supporto del governo.

## Media
Il sistema è connesso con la terra tramite due cavi sottomarini e i satelliti Intelsat. Sull'isola sono attive 2 stazioni radio AM e 7 FM, ricevute dalle circa 8 000 radio disponibili sulle isole. È attivo un solo canale televisivo (WIV TV), ma è possibile ricevere trasmissioni via cavo dalle Bahamas. Il territorio ha due Internet Service Provider. Il dominio internet è .tc.
I giornali più diffusi a Turks and Caicos sono Turks and Caicos Weekly News, Turks and Caicos SUN e Turks and Caicos Free Press, di cui tutti e tre sono settimanali. Altre riviste locali sono il Times of the Islands, s3 Magazine, Real Life Magazine, Baller Magazine e Unleashed Magazine.

## Sport

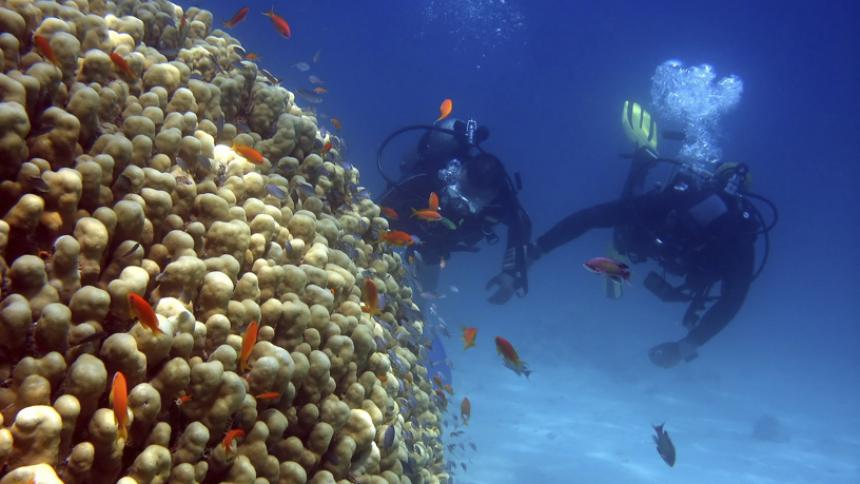
Immersione subacquea presso la barriera corallina locale

Mentre i turisti si recano sull'isola per praticare il nuoto, le immersioni subacquee e il tennis, il cricket resta lo sport più praticato a livello nazionale. La nazionale di cricket di Turks e Caicos partecipa ai tornei regionali del Campionato Americano di cricket, oltre ad aver preso parte ad una partita del Twenty20 compreso nel torneo Stanford 20/20 del 2008. Esistono due campionati nazionali, uno a Grand Turk, a cui partecipano tre squadre, e un altro a Providenciales.
Al 13 dicembre 2021, la nazionale di calcio di Turks e Caicos occupa il 205º posto nel ranking Fifa. Dato che il territorio non è riconosciuto dal Comitato Olimpico Internazionale, alle Olimpiadi i cittadini di Turks e Caicos gareggiano per la Gran Bretagna.